# Kraszowice
Kraszowice (Duits: Kroischwitz) is een plaats in het Poolse district  Bolesławiecki, woiwodschap Neder-Silezië. De plaats maakt deel uit van de gemeente Bolesławiec en telt 270 inwoners.